# Kamyszewka (obwód amurski)
Kamyszewka (ros. Камышевка) – wieś (ros. sieło) w południowo-wschodniej Rosji, terytorialnie i administracyjnie należąca do rejonu biełogorskiego, w obwodzie amurskim. 
Według danych statystycznych z 2016 roku wieś zamieszkiwało 67 mieszkańców. 